# Clennell
Clennell – wieś w Anglii, w hrabstwie Northumberland. Leży 54 km na północny zachód od miasta Newcastle upon Tyne i 448 km na północ od Londynu.